# 샹차오구

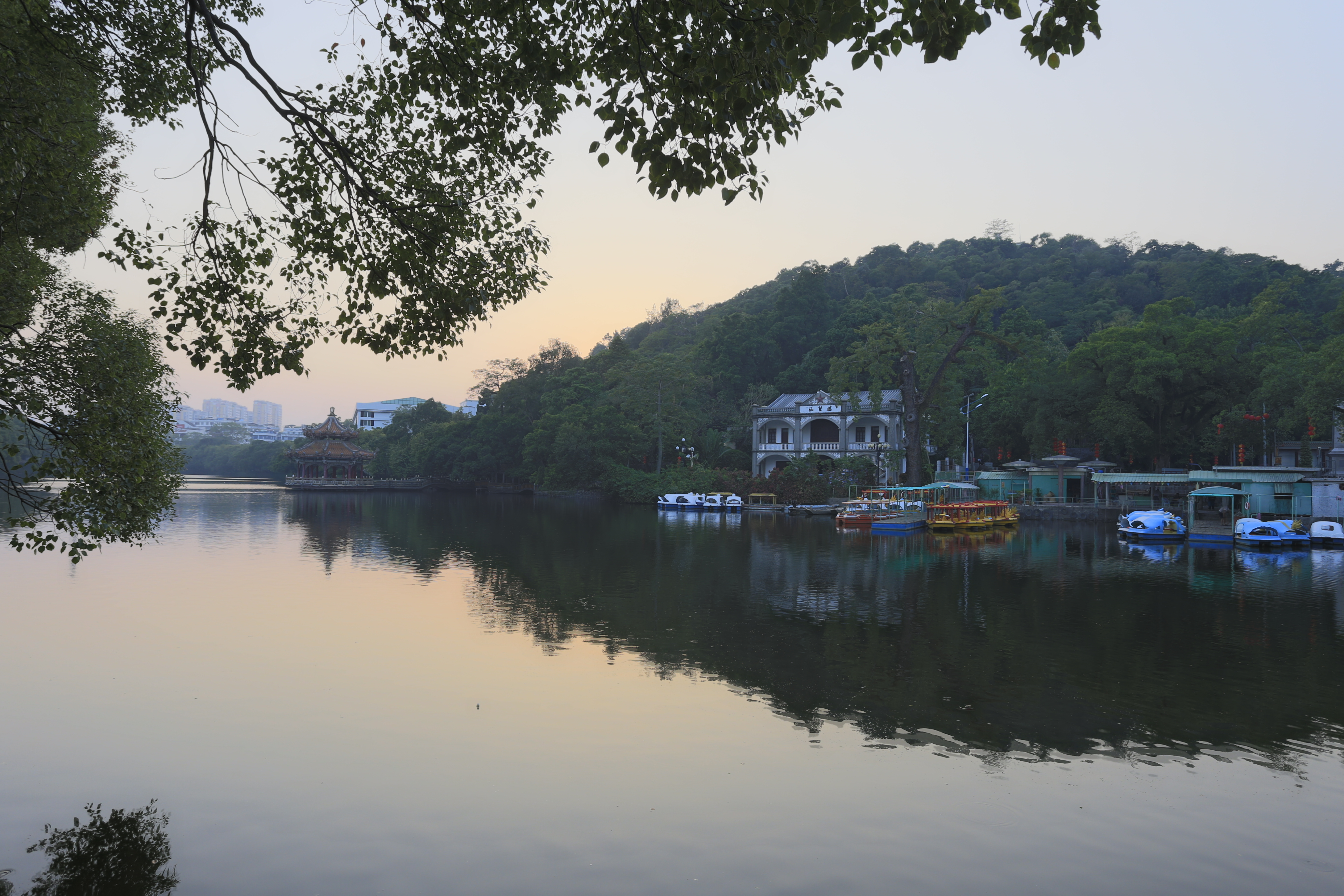

샹차오구(한국어: 상교구, 중국어: 湘桥区, 병음: Xiāngqiáo Qū)는 중화인민공화국 광둥성 차오저우 시의 현급 행정구역이다. 구의 이름은 한 때 이곳에 놓여있었던 고대의 샹쯔 교에서 유래하였다. 샹차오 구는 차오저우의 푸청 지역에 위치하여 오랜 역사와 풍성한 문화가 있다. 넓이는 176km2이고, 인구는 2007년 기준으로 350,000명이다.

## 행정 구역
9개 가도, 1개 진을 관할한다.
- 가도: 凤新街道 , 湘桥街道 , 西湖街道 , 金山街道 , 太平街道 , 南春街道 , 西新街道 , 桥东街道 , 城西街道
- 진: 意溪镇